# Gałki (Sokołów)
Pour les articles homonymes, voir Gałki.
Gałki [ˈɡau̯ki] est un village polonais de la gmina de Repki dans le powiat de Sokołów et dans la voïvodie de Mazovie, au centre-est de la Pologne.
Il est situé à environ 5 kilomètres au nord-est de Repki, 14 kilomètres à l'est de Sokołów Podlaski et à 101 kilomètres à l'est de Varsovie.